# 京都府立久御山高等学校
京都府立久御山高等学校（きょうとふりつ くみやまこうとうがっこう）は、京都府久世郡久御山町林に所在する府立の高等学校。

## 設置学科
- 普通科
  - Sコース（スタンダード）
  - Aコース（アカデミー）
  - Pコース（フィジカル）スポーツ総合専攻

## 沿革
1975年に入居が始まった久御山団地（計画人口4,500人）を主な要因とする人口増加を背景に地元で誘致運動が行われ、久御山町初の府立高校として1980年に開校した。学校の立地は高校の進学者数が急増していた近隣の宇治市と城陽市も通学区域になることを想定して久御山町東部が選ばれ、1年目は久御山町立御牧、佐山、東角、宇治市立西大久保、平盛、伊勢田、城陽市立古川、久津川（近鉄京都線以西）の各小学校区を指定する形でスタートした（1982年に小倉、南小倉小学校の一部を編入。1983年には西城陽高校が開校して古川、久津川小学校の校区の一部を移管）。
1985年には小学区制（1学区1校制度）を部分的に廃止した新高校教育制度（類型制度と定員の10～30％で5～6校の学校選択を認める通学圏の導入が主な柱）が始まったことに伴い、普通科第I類（標準コース）と第II類（進学重視の学力伸長コース。後に希望枠が100％に拡大）、第III類（個性伸長コース）を設置。中でもIII類は山城北通学圏（久御山町、宇治市）唯一の体育系で、それまでの各校横並び状態から脱却した特色のある教育課程となった。
2004年からは山城北通学圏と山城南通学圏（城陽市、八幡市、京田辺市、綴喜郡、相楽郡）が統合されてI類の総合選抜（類単位で決めた合格者を居住地によって各高校に振り分ける制度）が廃止されたことにより、より広い地域から受験生が集まることになった。
2011年には山城通学圏で類型制度が廃止され、I類がSコース（スタンダード）、II類がAコース（アカデミー）に改変。3年後の2014年には府内全域で類型制度が廃止されたのに伴い、III類（体育系）も名称変更してPコース（フィジカル/スポーツ総合専攻）となっている。

### 年表
- 1979年（昭和54年）7月 - 第1期工事（本館、グラウンド、体育館など）着工[11]
- 1980年（昭和55年）3月 - 第1期工事竣工。制服・校章を決定[12]。
- 1980年（昭和55年）4月 - 京都府立久御山高等学校開校。
- 1981年（昭和56年）3月 - 第2期工事（北校舎の一部など）竣工。
- 1982年（昭和57年）3月 - 第3期工事（北校舎の一部、格技場など）竣工。
- 1985年（昭和60年）4月 - 新高校教育制度発足に伴い普通科に第I類、II類、III類を設置[5]。
- 1995年（平成07年）3月 - プール竣工。
- 2004年（平成16年）4月 - 通学圏の統合に伴い山城北通学圏から山城通学圏へと変更。総合選抜から単独選抜へ移行[8]。
- 2011年（平成23年）4月 - 類型制度を廃止[10]。Sコース（スタンダード）、Aコース（アカデミー）を設置。
- 2014年（平成26年）4月 - III類体育系をPコース（フィジカル）スポーツ総合専攻に変更。

## 部活動
生徒の約80％が部活動に加入している。サッカー部は第89回全国高等学校サッカー選手権大会に準優勝した強豪である。
運動系
- サッカー部（スポーツ総合指定種目クラブ）
- 硬式野球部（スポーツ総合指定種目クラブ）
- 男子バスケットボール部
- 女子バスケットボール部（スポーツ総合指定種目クラブ）
- 陸上競技部（スポーツ総合指定種目クラブ）
- ソフトボール部
- テニス部
- 女子ソフトテニス部（スポーツ総合指定種目クラブ）
- 剣道部（スポーツ総合指定種目クラブ）
- 女子バレーボール部（スポーツ総合指定種目クラブ）

文化系
- 放送部
- 美術部
- 茶道部
- 演劇部
- 吹奏楽部
- オフィス情報部
- 自然科学部

同好会
- ESS
- 将棋
- 卓球
- 写真
- 文芸
- なぎなた（スポーツ総合指定種目クラブ）[14]

主な成績
- 1999年度（平成11年度） - 第78回全国高等学校サッカー選手権大会出場。3回戦敗退。
- 2000年度（平成12年度） - 第79回全国高等学校サッカー選手権大会出場。2回戦敗退。
- 2001年度（平成13年度） - 第80回全国高等学校サッカー選手権大会出場。2回戦敗退。
- 2007年度（平成19年度） - 第86回全国高等学校サッカー選手権大会出場。2回戦敗退。
- 2010年度（平成22年度） - 第89回全国高等学校サッカー選手権大会出場。準優勝。

## 主な行事
- 飛翔祭（9月）：学年ごとにダンスや演劇を発表する文化祭。
- スポーツ大会（10月）：毎年グラウンドで行われる体育祭。
- 研修旅行（11月）：全コース旅行先は沖縄県。
- スキー実習（1月）：フィジカル（P）コースの生徒（2年生）が3泊4日で行う実習。

## 著名な出身者

### サッカー
- 山﨑雅人 - 元サッカー選手
- 森岡亮太 - サッカー選手（ヴィッセル神戸）
- 廣瀬浩二 - 元サッカー選手
- 関雅至 - 元サッカー選手
- 村山拓哉 - サッカー選手
- 山本蓮 - サッカー選手（JFL・FC神楽しまね）
- 林祥太 - サッカー選手（関西サッカーリーグ・おこしやす京都AC）
- 檜尾昂樹 - サッカー選手
- 林穂之香 - 女子サッカー選手（ダームアルスヴェンスカン・AIKソルナ（スウェーデン語版））

### 陸上
- 石橋麻衣 - 陸上選手（佛教大学卒、現在はデンソー）
- 出田千鶴 - 陸上選手（佛教大学卒、現在はダイハツ工業）

### 野球
- 橋本健太郎 - 元プロ野球選手

### その他
- 中村静香 - タレント、グラビアモデル
- 守田俊介 - ボートレーサー。スペシャルグレード競走2回優勝。中途退学[15]。在学時は中川俊介名義。

## 交通
久御山町内に鉄道は通っていないため、最寄駅からはバスが推奨される。近鉄大久保駅が最も近い。バス停は久御山団地下車すぐ。
- 近鉄京都線大久保駅
- JR奈良線新田駅
- 京阪本線淀駅
- 京阪本線中書島駅